# Cervalces scotti
Cervalces scotti és una espècie extinta de mamífer artiodàctil de la família dels cèrvids que visqué a Nord-amèrica durant el Plistocè superior, fa entre 11.500 i 40.000 anys. Se n'han trobat restes fòssils a Carolina del Sud, Indiana, Illinois, Kansas, Michigan, Ohio, Virgínia i Wisconsin (Estats Units). Era un xic més gros que el seu parent vivent, l'ant, però tenia les banyes més complexes, amb ramificacions més fines. El seu hàbitat (zones humides com torberes i paisatges de parc de pícees) i el seu estil de vida probablement eren molt similars.